# Политические партии Непала
В Непале, перешедшем после гражданской войны между королевскими властями и маоистскими повстанцами от монархии к федеративной парламентской республике, функционирует множество политических партий.
Старейшей из существующих партий страны является Непальский конгресс, основанный в 1950 году и победивший на первых парламентских выборах 1959 года. После того, как в 1990 году массовое движение (Джана Андолан) добилось отмены панчаятской системы и восстановления многопартийной системы, упразднённой в итоге абсолютистского королевского переворота 1960 года, ведущую роль на выборах играли Непальский конгресс и Коммунистическая партия Непала (объединённая марксистско-ленинистская), к которым после окончания «Народной войны» и своей легализации также присоединилась Коммунистическая партия Непала (маоистская). В Непале в общей сложности существуют десятки компартий, восходящих к первой Коммунистической партии Непала и переживших множество расколов. Крупнейшие из этих политических сил — умеренная Коммунистическая партия Непала (объединённая марксистско-ленинистская) и более радикальная Коммунистическая партия Непала (маоистский центр) — в 2018—2021 годах объединялись в Непальскую коммунистическую партию, однако по решению Верховного суда она была распущена, а старые партии восстановлены. К тому же, от КПН (ОМЛ) откололась Коммунистическая партия Непала (объединённая социалистическая). Левоцентристский спектр между конгрессистами и коммунистами занимают Народно-социалистическая партия — итог объединения Национальной народной партии с Социалистической партией (в свою очередь созданной Федеральным социалистическим форумом и Партией новых сил бывшего идеолога маоистов Бабурама Бхаттараи) — и ещё две силы, опирающиеся на национальные меньшинства мадхеси: Демократическая социалистическая и Народная прогрессивная партия.
Ниже приведён список непальских партий, зарегистрированных Избирательной комиссией.

## Национальные партии
| Партия | Партия                                                                                                | Политическая позиция | Идеология                                                      | Лидер                        | Символ | Федеральный парламент | Федеральный парламент | Провинциальные собрания | Главы местного самоуправления |
| Партия | Партия                                                                                                | Политическая позиция | Идеология                                                      | Лидер                        | Символ | Национальное собрание | Палата представителей | Провинциальные собрания | Главы местного самоуправления |
| ------ | --- | -------------------- | -------------------------------------------------------------- | ---------------------------- | ------ | --------------------- | --------------------- | ----------------------- | ----------------------------- |
|        | Коммунистическая партия Непала (объединённая марксистско-ленинистская) непальск. नेपाल कम्युनिष्ट पार्टी (एमाले) | Левые                | Коммунизм Марксизм-ленинизм Народная многопартийная демократия | К. П. Шарма Оли              |        | 24 из 59              | 94 из 275             | 178 из 550              | 230 из 753                    |
|        | Непальский конгресс непальск. नेपाली काँग्रेस                                                                | Центр → Левый центр  | Социал-демократия Третий путь                                  | Шер Бахадур Деуба            |        | 7 из 59               | 63 из 275             | 114 из 550              | 279 из 753                    |
|        | Коммунистическая партия Непала (маоистский центр) непальск. नेपाल कमयुनिस्ट पार्टी (माओवादी-केन्द्र)                | Крайне левые         | Коммунизм Маоизм Путь Прачанды                                 | Пушпа Камал Дахал (Прачанда) |        | 15 из 59              | 49 из 275             | 100 из 550              | 90 из 753                     |
|        | Коммунистическая партия Непала (объединённая социалистическая) непальск. नेपाल कम्युनिस्ट पार्टी (एकीकृत समाजवादी)  | Левые                | Коммунизм Марксизм-ленинизм Народная многопартийная демократия | Мадхав Кумар Непал           |        | 10 из 59              | 25 из 275             | 54 из 550               | 64 из 753                     |
|        | Народно-социалистическая партия, Непал непальск. जनता समाजवादी पार्टी, नेपाल                                   | Левоцентризм → Левые | Демократический социализм Права меньшинств                     | Упендра Ядав                 |        | 2 из 59               | 21 из 275             | 50 из 550               | 42 из 753                     |
|        | Демократическая социалистическая партия непальск. लोकतान्त्रिक समाजवादी पार्टी                                   | Левоцентризм         | Социал-демократия Третий путь Права меньшинств                 | Маханта Тхакур               |        | 1 из 59               | 14 из 275             | 16 из 550               | 18 из 753                     |
|        | Народная прогрессивная партия непальск. जनता प्रगतिशील पार्टी                                                | Левоцентризм         | Социал-демократия Третий путь Права меньшинств                 | Хридаеш Трипати              |        | 0 из 59               | 2 из 275              | 2 из 550                | 0 из 753                      |

## Другие партии, представленные в настоящее время в парламенте
| Партия                                                                                       | Политическая позиция                     | Лидер                                                  | Символ | Федеральный парламент | Федеральный парламент | Провинциальные собрания | Местное самоуправление | Местное самоуправление |
| Партия                                                                                       | Политическая позиция                     | Лидер                                                  | Символ | Национальное собрание | Палата представителей | Провинциальные собрания | Местное самоуправление | Местное самоуправление |
| Партия                                                                                       | Политическая позиция                     | Лидер                                                  | Символ | Национальное собрание | Палата представителей | Провинциальные собрания | Места                  | Главы                  |
| -------------------------------------------------------------------------------------------- | ---------------------------------------- | ------------------------------------------------------ | ------ | --------------------- | --------------------- | ----------------------- | ---------------------- | ---------------------- |
| Национал-демократическая партия (Растрия Праджатантра Парти) непальск. राष्ट्रिय प्रजातन्त्र पार्टी     | Правые Монархизм Консерватизм            | Камаль Тапа Пашупати С.Дж. Б Рана Пракаш Чандра Лохани |        | 0                     | 1                     | 4                       | 292                    | 5                      |
| Национальный народный фронт (Растрия Джанаморха) непальск. राष्ट्रिय जनमोर्चा                       | Крайне левые Марксизм-ленинизм           | Читра Бахадур K. C.                                    |        | 0                     | 1                     | 4                       | 186                    | 3                      |
| Непальская рабоче-крестьянская партия (Непали Маджур Кисан Парти) непальск. नेपाल मजदुर किसान पार्टी | Крайне левые Коммунизм Национализм Чучхе | Нараян Ман Биджукчхе                                   |        | 0                     | 1                     | 2                       | 99                     | 2                      |

## Партии, представленные в провинциальных собраниях
| Партия | Политическая позиция                                          | Лидер                  | Символ | Провинциальные собрания | Местное самоуправление |
| --- | ------------------------------------------------------------- | ---------------------- | ------ | ----------------------- | ---------------------- |
| Совместная партия здравого смысла (Бибекшил Саджха Парти) непальск. विवेकशील साझा पार्टी                                | Центр Прогрессивизм Популизм                                  | Рабиндра Мишра         |        | 3                       | 0                      |
| Федеральный демократический национальный фронт (Сангия Локтантрик Растрия Манч) непальск. संघीय लोकतान्त्रिक राष्ट्रिय मञ्च | Левоцентризм Федерализм Коммунализм                           | Кумар Лингден          |        | 1                       | 7                      |
| Федеральная социалистическая партия Непала непальск. नेपाल संघीय समाजवादी पार्टी                                          | Левоцентризм Социализм Права меньшинств (в том числе далитов) | Мохаммад Ризван Ансари |        | 1                       | 0                      |

## Партии, представленные только в местных органах власти
| Партия                                                                                           | Политическая позиция                       | Лидер                     | Символ | Местное самоуправление | Местное самоуправление |
| Партия                                                                                           | Политическая позиция                       | Лидер                     | Символ | Места                  | Главы                  |
| ------------------------------------------------------------------------------------------------ | ------------------------------------------ | ------------------------- | ------ | ---------------------- | ---------------------- |
| Непальская народная партия (Непальская Джаната Дал) непальск. नेपाली जनता दल                         | Левоцентризм Прогрессивизм Социализм       | Хари Чаран Сах            |        | 39                     | 2                      |
| Партия власти большинства (Бахуджан Шакти Парти) непальск. बहुजन शक्ति पार्टी                          | Левоцентризм Секуляризм Права человека     | Бисвендра Пасван          |        | 42                     | 0                      |
| Национальная народно-освободительная партия (Растрия Джанамукти Парти) непальск. राष्ट्रिय जनमुक्ति पार्टी | Левые Демократический социализм Федерализм | Кхагендра Прасад Палунгва |        | 20                     | 0                      |
| Коммунистическая партия Непала (марксистско-ленинская) непальск. नेपाल कम्युनिष्ट पार्टी (मार्क्सवादी–लेनिनवादी)   | Левые Коммунизм Марксизм-ленинизм          | Чандра Пракаш Майнали     |        | 4                      | 0                      |
| Семейная партия Непала (Непал Паривар Дал) непальск. नेपाल परिवार दल                                 | Правоцентризм Консерватизм                 | Эк Натх Дхакал            |        | 1                      | 0                      |